# Basler Sportclub Old Boys
Il Basler Sportclub Old Boys è una società calcistica svizzera con sede nella città di Basilea. La sua fondazione risale al 1º luglio 1894. Milita nella Promotion League.

## Cronistoria
- 1898 - 1932: Divisione Nazionale A
- 1932 - 1987: ?
- 1987 - 1994: Divisione Nazionale B
- 1994 - 1995: Prima Lega
- 1995 - 2008: Seconda Lega
- 2008 - 2012: Prima Lega
- 2012 - 2014: Prima Lega Promozione
- 2014 - oggi: Promotion League

(Legenda: Divisione Nazionale A = 1º livello / Divisione Nazionale B = 2º livello / Prima Lega = 3º livello / Seconda Lega = 4º livello / Terza Lega = 5º livello / Quarta Lega = 6º livello / Quinta Lega = 7º livello / Sesta Lega = 8º livello)

## Stadio
L'Old Boys gioca le partite casalinghe allo stadio Schützenmatte. Costruito nel 1984, ha una capienza di 12 000 spettatori (di cui 2 100 seduti). Le dimensioni del campo sono di 100 per 64 m.

## Palmarès

### Competizioni interregionali
- Seconda Lega interregionale: 2

2006-2007 (gruppo 4), 2024-2025 (gruppo 2)
- 1ª Lega: 1

2011-2012

### Altri piazzamenti
- Campionato svizzero:

Secondo posto: 1898-1899, 1903-1904, 1912-1913
Terzo posto: 1907-1908, 1915-1916
- Seconda Lega interregionale:

Terzo posto: 2022-2023 (gruppo 3)